# Pierre-Marie Guéritey
 (décembre 2021).
Si vous disposez d'ouvrages ou d'articles de référence ou si vous connaissez des sites web de qualité traitant du thème abordé ici, merci de compléter l'article en donnant les références utiles à sa vérifiabilité et en les liant à la section « Notes et références ».
Pierre-Marie Guéritey est un ingénieur français, spécialisé dans les orgues.

## Formation et activités professionnelles
Après avoir effectué ses études secondaires au collège des Jésuites de Dole (1956-1963), et avoir acquis plusieurs certificats de maîtrises scientifiques à l’université Claude Bernard, Lyon 1, Pierre Marie Guéritey est diplômé ingénieur ECAM (Ecole Catholique d’Arts et Métiers, Lyon) en 1968. En 1973 : docteur-ingénieur Université Claude Bernard Lyon 1 (Professeur Charles Eyraud), et jusqu’en 1978, ingénieur au service développement de la société Tissmétal Lionel-Dupont, département Fyltis (Lyon), puis de 1978 à 2008 professeur à l’ECAM-Lyon (Mécanique générale et appliquée, calcul des structures, vibrations mécaniques). 
Autres fonctions à l’ECAM :  
- 1978 - 1993 : responsable des travaux de fin d’études et des relations industrielles,
- 1993 - 1998 : responsable du laboratoire de mécanique et des relations industrielles,
- 1998 - 2001 : responsable des relations industrielles et internationales,
- 2001 - 2007 : directeur des études[1],
- 2007 - 2008 : directeur délégué.

## Activités de recherche
À côté des activités de recherches scientifiques liées à son enseignement, Pierre Marie Guéritey a exercé une activité de recherches historiques et techniques sur les orgues qui l’a conduit à présenter en 1985 une thèse de doctorat en lettres et sciences humaines (Musicologie) « Karl Joseph Riepp et les grandes orgues de la collégiale Notre-Dame de Dole (1750). Les métamorphoses d'un instrument. Essai pour une reconstitution raisonnée de l'état d'origine à travers les documents et l'analyse technique. » Université Lyon 2, directeur de thèse : Professeur Daniel Paquette.15/06/1985.
- Étude de la stabilité du buffet d’orgues de la cathédrale saint Bénigne de Dijon (pour la DRAC Bourgogne) 1988.

- Étude théorique et expérimentale des fluctuations de pression dans les souffleries d’orgues (pour la Direction de la Musique au ministère de la culture), 1989.

- Étude archéologique et dimensionnelle du buffet d’orgue gothique de la cathédrale d’Embrun, (pour la Direction de la Musique au ministère de la culture), 1989.

Depuis 2008, Pierre Marie Guéritey poursuit cette activité de recherches; cf. liste des publications en annexe.  

### Conseil et expertise pour les orgues
DRAC Rhône-Alpes et DRAC Auvergne 
Inventaire des orgues de la Région Rhône-Alpes et du département du Puy-de-Dôme. (1982-1993) Dans le cadre de l’inventaire national des orgues, analyse historique et inventaire matériel d’environ 900 instruments. (Publication effectuée en collaboration avec Michelle Guéritey). 
Église Réformée de Lyon
- Restauration de l’orgue du Temple du Change (1978-1986)
- Restauration de l’orgue du Grand Temple (2000-2002, transmission électronique) : étude historique, élaboration du projet, choix des facteurs d’orgue, suivi du chantier.

Ville de Lyon 
- Construction de l’orgue de l’église Notre-Dame Saint-Vincent (1990-1995) et reconstruction de l’orgue de l’église Saint Pothin (1998-2000) : assistance aux services de la Ville, maître d’ouvrage, pour la définition du projet et le choix du technicien conseil chargé de la maîtrise d’œuvre.
- Restauration de l’orgue de l’église Sainte-Blandine (1992-1993) : étude historique, élaboration du projet, choix des facteurs d’orgue, suivi du chantier. Projet de reconstruction de l’orgue du Sanctuaire Saint-Bonaventure (2006) : élaboration d’un projet (non réalisé à ce jour).
- Paroisse Notre-Dame des Anges (Lyon) Reconstruction de l’orgue : élaboration du projet, choix des facteurs d’orgue, suivi du chantier (1996-1998)
- Organiste liturgique au Temple du Change (Lyon) 1964-2004 et à Saint-Jean-de-Losne (cotitulaire depuis 1993)

Ville de Beaujeu
- Restauration et déplacement de l’orgue de l’église Saint-Nicolas : assistance au maître d’ouvrage : définition du projet, choix du facteur. (1997-2000).

Association des amis de l’orgue de Fontaine-sur-Saône (Rhône)
- Restauration de l’orgue de l’église paroissiale, élaboration du projet, choix des facteurs d’orgue, suivi du chantier (1996-1998)

Ville de Dijon : 
- Transfert de l’orgue de la chapelle de la Providence à l’Eglise Sainte-Chantal (2002-2005) : assistance au maître d’ouvrage : élaboration du projet, choix du facteur d’orgue, suivi du chantier.

Ministère de la Culture : Membre de la commission supérieure des orgues historiques (1993-1998). 

## Distinctions
- Chevalier de l'ordre des Arts et des Lettres Chevalier des Arts et Lettres (juillet 2003)
- Chevalier de l'ordre des Palmes académiquesChevalier des Palmes Académiques (juillet 2008)

## Annexe

### Publications concernant les orgues et l'histoire de l'art

#### Livres
- Karl Joseph Riepp et l’orgue de Dole, Bron : impr. Ferréol, 1985 - 2 vol. 649 p. ill. planches.
- Inventaire des orgues de la région Rhône-Alpes, Tome I « Ain, Ardèche et Drome », Ardim, 1985 (en collaboration avec Michelle Guéritey).
- Inventaire des orgues de la région Rhône-Alpes, Tome II « Loire, Savoie et Haute-Savoie », Ardim, 1989 (en collaboration avec Michelle Guéritey).
- Inventaire des orgues de la région Auvergne, « Les orgues du Puy-de-Dôme », Arepama, 1989 (en collaboration avec Michelle Guéritey).
- Inventaire des orgues de la région Rhône-Alpes, « Les orgues du Rhône : orgues de Lyon », Ardim/Comp’Act, 1992 (en collaboration avec Michelle Guéritey).
- Inventaire des orgues de la région Rhône-Alpes, « Les orgues du Rhône : orgues hors Lyon », Ardim/Comp’Act, 1994 (en collaboration avec Michelle Guéritey).
- Ensembles campanaires en Rhône-Alpes, Chambéry : éd. Comp’Act, 1994. 228 p., ill. (en collaboration avec JB Lemoine et Pierre Paccard).
- Le grand orgue de la cathédrale Saint-Bénigne de Dijon : 1745-1995 - Dijon : 1995, Euromuses et AOCD, 158 p, ill.
- L’orgue de la Collégiale [Notre-Dame de Dole], in L’orgue de Dole, Ouvrage collectif Frasne, 1995 : Canevas éd., - pp. 43-101.
- Inventaire des orgues de la région Rhône-Alpes, « Les orgues de l’Isère», Ardim/Comp’Act, 1996, 295 p. (en collaboration avec Michelle Guéritey).

#### Brochures
- L’orgue d’Auxonne - Brochure des Amis de l’orgue d’Auxonne, 1980. -
- L’orgue de la collégiale Notre-Dame de Beaune, Beaune : amis de l’orgue de la Basilique, 1988.
- Saint-Jean-de-Losne : l’église Saint-Jean-Baptiste et son orgue, Brochure du Syndicat d’initiative, 1990.
- Le Grand Temple de Lyon et son orgue, Lyon : Orgue et musique au Grand Temple de Lyon. 1998.
- L’orgue Cavaillé-Coll 1878 de l’église Saint-Denis de Nuits Saint-Georges, Brochure d’inauguration, 1998 (en coll. avec Paul Cartier).
- Le grand orgue de la cathédrale de Nantes : historique et inventaire, FFAO, 1988.
- Auxonne, église Notre-Dame, l’orgue François Callinet, 1989, Auxonne : 1989 (en collaboration avec Jean Marc Baffert). -
- Pagny-la-Ville : l’orgue Valentin Rinckenbach de l’église Saint-Léger. Brochure d’inauguration, 1999.
- Les orgues de Beaune. Beaune : Amis des orgues de Beaune, 2002, 22 p. ill.
- Orgues en Bourgogne, 20e Congrès de la FFAO du 6 au 11 juillet 2003, Lyon : FFAO, 2003, 251 p. : ill.

#### Articles
- Orgues Historiques en Bourgogne : Auxonne et Saint-Jean-de-Losne, in Revue « L’orgue », n° 176, Paris 198
- Karl Joseph Riepp : facteur d’orgues en Bourgogne et en Franche-Comté, in « Orgues en Franche-Comté », juillet 1986. FFAO/Organa Europae.
- P.M. Guéritey, Daniel Paquette, Etude de deux manuscrits de Mr Balbastre de Saint Jean de Losne, 1770, in Revue internationale de musique française, n° 23, juin 1987.
- Hippolyte César Beaucourt et Voegeli, facteurs d’orgues à Lyon, in Orgues en Midi rhodanien, FFAO, éd. Organa Europae, 1987.
- Contribution à l’histoire des ateliers de facture d’orgues lyonnais au milieu du XIXe s. : A. Zeiger et H. Beaucourt et Voegeli, in L’orgue Francophone, FFAO, n° 3, pp.14-21.
- Les orgues de Bourgogne, in Musique Baroque, sous la direction de Daniel Paquette - Lyon : Ed. A Cœur Joie et PUL, 1989.
- Introduction à l’étude des transmissions électropneumatiques dans l’orgue au XIXe s. , in L’orgue  n° 213, Paris, 1990. pp. 14-21.
- Karl-Joseph Riepp a-t-il existé ?, in Autour de Karl-Joseph Riepp, Actes du colloque, Dijon, FOCO. 8 mars 1996,. - Le nouvel orgue de l’église Saint-Vincent de Lyon, in L’orgue Francophone n° 17/1997, pp. 42-48.
- Les buffets d’orgue d’Embrun (1450), in L’orgue francophone n° 22-23 / 1997, pp. 91-122.
- François Callinet : de son premier à son dernier orgue, Auxonne 1789 - Annonay 1819, in Autour de François Callinet, ouvrage collectif, Dijon : FOCO, 2000. pp. 9-36.
- L’orgue de Saint-Jean-de-Losne : nouveaux documents sur sa construction, ses modifications et le décor baroque de l’église, in L’orgue francophone n° 29/30, 2001, pp. 59-93.
- Les Callinet et leur œuvre hors d’Alsace (1), in : Revue Historique de l’Orgue en Alsace (RHOA), n° 3, juillet 2010
- Les Callinet et leur œuvre hors d’Alsace (2), François et Louis Callinet : l’oncle et le neveu, in : Revue Historique de l’Orgue en Alsace (RHOA), n° 4, décembre 2010.
- Les Callinet et leur œuvre hors d’Alsace (3) L’orgue de la Madeleine de Besançon : la grande désillusion de Claude-Ignace Callinet, in : Revue Historique de l’Orgue en Alsace (RHOA), n° 6, décembre 2011. (En collaboration avec Jean Deloye).
- Les Callinet et leur œuvre hors d’Alsace (4) Documents inédits au sujet de leurs origines, et de la fin de carrière de Claude Ignace et [Louis]-François Callinet, in : Revue Historique de l’Orgue en Alsace (RHOA), n° 8, décembre 2012.
- Le mobilier de l'église de Saint-Jean-de-Losne, in Mémoires de la Commission des antiquités du département de la Côte-d'Or, t. 40, 2002-2004, p. 251-257.
- Les orgues et la musique dans les églises de la Côte-d'Or pendant la Révolution française, in : Religion et Révolution en Côte-d'Or : actes du colloque des 25 et 26 novembre 2010, textes réunis par Christine Lamarre, Claude Farenc, Frank Laidié, Cahier du Comité départemental pour l'histoire de la Révolution en Côte-d'Or, Nouvelle série, n° 4, 2012. p.271-285
- Le massacre des gros oiseaux par les sans-culottes, la destruction des coqs, aigles-lutrins et autres « figures ailées » in : Emblèmes et symboles de la Récolution en Côte-d'Or : actes du colloque du 9 novembre 2012,  textes réunis par Christine Lamarre, Claude Farenc, Frank Laidié, Cahier du Comité départemental pour l'histoire de la Révolution en Côte-d'Or, Nouvelle série, n° 5, Dijon, 2013. p.67-81.

#### Histoire de l'enseignement
- L’expérience et l’avenir d’une école d’ingénieurs : l’école catholique d’Arts et Métiers - Lyon : ECAM, 2000 - 171 p. ill.